# Josef Pospíšil (fotbalista)
Josef Pospíšil (23. září 1945 Prostějov - 28. prosince 2021) byl český fotbalový obránce a trenér. Jako hráč získal v sezoně 1977/78 se Zbrojovkou Brno mistrovský titul pod vedením Josefa Masopusta.

## Fotbalová kariéra
Od dorostu hrál za Železárny Prostějov, na vojně ze Duklu Komárno. Po vojně hrál za Partizán Bardejov. Ve Zbrojovce Brno strávil jedenáct let od roku 1968 do roku 1979. Za Zbrojovku v lize odehrál 182 utkání, ve druhé lize přidal dalších více než 30 utkání a 3 vstřelené branky. V evropských pohárech odehrál za Zbrojovku jedno utkání v PMEZ. Po skončení aktivní kariéry působil ve Zbrojovce jako trenér mládeže a asistent.

## Ligová bilance
| Ročník                                   | Zápasy | Góly | Klub           |
| ---------------------------------------- | ------ | ---- | -------------- |
| 1. československá fotbalová liga 1971/72 | 27     | 0    | Zbrojovka Brno |
| 1. československá fotbalová liga 1972/73 | 28     | 0    | Zbrojovka Brno |
| 1. československá fotbalová liga 1973/74 | 29     | 0    | Zbrojovka Brno |
| 1. československá fotbalová liga 1974/75 | 26     | 0    | Zbrojovka Brno |
| 1. československá fotbalová liga 1975/76 | 18     | 0    | Zbrojovka Brno |
| 1. československá fotbalová liga 1976/77 | 30     | 0    | Zbrojovka Brno |
| 1. československá fotbalová liga 1977/78 | 9      | 0    | Zbrojovka Brno |
| 1. československá fotbalová liga 1978/79 | 15     | 0    | Zbrojovka Brno |
| CELKEM                                   | 182    | 0    |                |